# 모리 란
모리 란(일본어: 毛利 蘭, もうり らん)은 아오야마 고쇼의 만화 《명탐정 코난》에 등장하는 인물이자 여주인공이다.쿠도 신이치와는 소꿉친구이자 연인이다. 관동 지방에서는 1위인 뛰어난 가라테 실력을 갖고있다.

## 인물 소개
쿠도 신이치의 연인이자 소꿉친구이다. 아빠가 탐정인 모리 코고로이며 엄마가 변호사인 키사키 에리이다. 신이치가 코난이 된 것을 모른채 어서 사건을 끝내고 돌아오기를 기다리고 있으며 현재 같이 살고 있는 코난의 누나로 살고 있다. 또, 지금은 별거 중인 엄마를 대신해 란이 가사 일을 도맡아 하고 있으며, 아빠의 나쁜 버릇인 음주 행위나 도박 행위를 막는 역할을 하기도 한다. 아빠와 엄마의 원만한 재결합을 위해 노력을 아끼지 않으며 자신의 엄마인 키사키 에리와 가끔 만나 이야기를 나눌 때가 있다.
신이치와 함께 뉴욕에 가서 어떤 사건을 만난 이후 신이치를 가장 좋아하게 되어 한결같이 신이치가 돌아오기를 기다리지만, 가끔씩 코난을 신이치라고 의심하는 일도 있어 코난을 당황하게 만든다. 절친한 친구인 스즈키 소노코나 다른 사람에게 종종 신이치와 자신의 사이를 미래의 약혼자라고 하면, 얼굴을 붉히면서 “바보, 그런 거 아니예요!”나, “누가, 저런 추리 오타쿠를…”이라고 부정하는 듯한 투로 말한다. 초기에 한번은 코난과 신이치가 동일인물이라는 것을 모르고 “신이치가 너무 좋아”라고 고백한 적도 있다.또한, 극장판 8기 <은빛날개의 마술사>에서 '나는...좋아, 신이치'라고 말한 적도 있다. 쿠도 신이치도 런던 시계탑인 빅밴에서 모리 란에게 고백했다. 그 후, 1004화(극장판:진홍의 수학여행)에서 신이치가 란에게 자신을 어떻게 생각하냐고 묻자 란이 신이치 뺨에 키스를 했고 그 뒤로 둘이 사귀기로 했다.

## 극장판 관련 정보
- 《극장판 1기: 시한 장치의 마천루》에서 코난의 말에 따르면 좋아하는 색은 빨간색인데 본인의 말에 의하면 쿠도군과는 새끼손가락이 빨간색 실로 이어진 사이라고 한다.

- 《극장판 2기: 14번째 표적》에서 범인에게 붙잡혔으나 코난이 총을 발포함으로써 풀려나게 되고 범인이 체포될 수 있었는데 이는 형사 시절 모리 코고로가 범인에게 붙잡힌 아내 키사키 에리에게 한 행위와 유사하다.

- 《극장판 4기: 눈동자 속의 암살자》에서는 사토 형사가 총에 맞아 부상당하는 장면을 가까이서 목격한 후 휴유증으로 기억상실에 빠지지만, 후반부에 기억을 되찾아 범인을 가라테로 쓰러트리는 활약을 보인다.

- 《극장판 5기: 천국으로의 카운트다운》에서는 자신을 구하러 온 코난과 함께 폭발로 무너지는 고층 건물에서 뛰어내려 목숨을 건진 적도 있었다.

- 《극장판 6기: 베이커 가의 망령》에서 추리에 열중하는 코난의 모습을 보고 신이치 군을 연상하였으며 위기에 빠진 코난을 위해 라이헨바하 폭포에서 모리아티 교수와 싸웠던 홈즈처럼 희생했다.

- 《극장판 8기: 은빛날개의 마술사》에서는 에도가와 코난 (쿠도 신이치)의 도움으로 위기에 처했던 비행기를 무사히 착륙시킬수 있었다.

- 《극장판 9기: 수평선상의 음모》에서 코난의 본체인 쿠도 신이치와의 초등학교 시절 에피소드가 나와 신이치 군과 란의 호의적 관계가 언제부터 시작되었는지 알 수 있다.

- 《극장판 10기: 탐정들의 진혼가》에서는 자신이 인질로 잡힌 것도 모른채 놀이공원에 있다가 사토 형사, 타카기 형사와 만나게 된다.

- 《극장판 13기: 칠흑의 추적자》에서는 검은 조직의 단원인 아이리시의 권총 사격에 대응하여 피할 수 있을 정도의 무서운 신체능력을 보인다. 총을 피한것은 신이치가 말한 소총의 탄속은 초속 1000m 인데 비해 권총은 소총의 1/3 수준 즉,초속 350m 밖에 안됨을 기억해내고 피했다곤 하나 상당히 근거리였음에도 불구하고 방아쇠가 살짝 당겨지는것만으로도 재빠르게 피하는 반응력을 보여준다.

- 《극장판 14기: 천공의 난파선》에서는 다른사람으로 변장한 괴도 키드를 한발 빠르게 정체를 알아내었다.

## 성우진 및 드라마 배역
일본어판은 야마자키 와카나가 더빙을 맡았다. 한국어 더빙판의 경우 1기와 2기에서는 장혜선이 맡았으며 3기부터 현재까지 이현진이 담당하고 있다.  영어 더빙판은 콜린 클링컨비어드가 맡았다.
드라마 스페셜에서는 구로카와 도모카(2006년)와 구쓰나 시오리(2011년)가 배역을 맡았다.

## 각 언어판별 이름
한국어 더빙판에서는 유미란이라는 이름으로 나오며, 해외판에서는 란 모리(Ran Mouri), 혹은 레이첼 무어(Rachel Moore)라는 이름으로 나온다.

## 같이 보기
- 명탐정 코난의 등장인물
- 에도가와 코난/쿠도신이치
- 모리 코고로
- 키사키 에리
- 스즈키 소노코
- 토야마 카즈하
- 하이바라 아이